# Leucauge bituberculata
Leucauge bituberculata este o specie de păianjeni din genul Leucauge, familia Tetragnathidae, descrisă de Baert, 1987. Conform Catalogue of Life specia Leucauge bituberculata nu are subspecii cunoscute.